# Траэрн, Томас
То́мас Тра́эрн (Трэ́херн) (англ. Thomas Traherne; 1636 или 1637, Херефорд, Херефордшир — 27 сентября 1674, Теддингтон, Большой Лондон) — английский поэт и религиозный писатель.

## Биография
Сын сапожника. Закончил Оксфорд в 1656 году. Принял сан, 10 лет служил приходским священником в Креденхилле, затем стал личным капелланом лорда — хранителя королевской печати. Закончил жизнь священником в Теддингтоне.

## Сочинения
При жизни опубликовал полемическое сочинение «Римские подделки» (1673), разоблачавшее фальсификации Римско-католической церкви, подготовил к печати трактат «Христианская этика» (опубл. в 1675 году). Но самая значительная часть его наследия была обнаружена и обнародована лишь в XX веке: «Поэтические сочинения» — в 1903 году, написанные ритмизованной прозой «Сотницы медитаций» — в 1908 году. В 1967 году в Британском музее был найден ещё один рукописный трактат Траэрна «Комментарии к раю» (см.:).

## Признание
Творчество Траэрна признано одним из высших достижений английского барокко, близких к метафизическим поэтам и предвосхищающих лирику Блейка и Вордсворта. Ему принадлежат первые в английской литературе воспоминания о собственном детстве. Написанное Траэрном высоко ценили Томас Мертон, Дороти Сейерс, Клайв Стэйплз Льюис, Чеслав Милош и др.

## Переводы
- Томас Траэрн. Главы из книги «Сотницы созерцаний» (перевод А. Графова) // «Страницы» (№ 4:1; 1999 г.)